# Катценельнбоген (объединённая община)
Катценельнбоген — объединённая община в районе Рейн-Лан земли Рейнланд-Пфальц в Германии. 
К объединённой общине Катценельнбоген относятся 20 местных общин и город Катценельнбоген, где и находится управление.

## Члены объединённой общины
| - Айзигхофен - Аллендорф - Бергхаузен - Берндрот - Бибрих - Бремберг - Гутенаккер - Дёрсдорф - Катценельнбоген - Клингельбах - Кёрдорф | - Миттельфишбах - Нидертифенбах - Оберфишбах - Реккенрот - Реттерт - Рот - Эбертсхаузен - Эргесхаузен - Херольд - Шёнборн |

## Совет объединённой общины
Совет объединённой общины Катценельнбоген состоит из 24 избираемых членов и бургомистра, работающего на штатной основе в качестве председателя. 
Распределение мест в Совете по итогам муниципальных выборов 7 июня 2009 года: СДПГ - 10, ХДС - 8, самовыдвиженцы - 6.